# ضريكة (الضليعة)
'
ضريكة هي إحدى قرى عزلة الضليعة بمديرية الضليعة التابعة لمحافظة حضرموت، بلغ تعداد سكانها 160 نسمة حسب تعداد اليمن لعام 2004.